# شهرستان سربیشه
شهرستان سربیشه به مرکزیت شهر سربیشه، یکی از شهرستان‌های استان خراسان جنوبی ایران است. شهرستان سربیشه، تا سال ۱۳۸۲ یکی از بخش‌های شهرستان بیرجند بود که در این سال به شهرستان تبدیل شد.

## جمعیت
جمعیت این شهرستان بر طبق سرشماری سال ۱۳۹۰، برابر با ۳۹٬۴۸۷ نفر بوده است.

## تقسیمات کشوری
- بخش مرکزی
  - دهستان غیناب
  - دهستان مؤمن آباد

شهرها: سربیشه
- بخش درح
  - دهستان درح
  - دهستان لانو

شهرها:درح
- بخش مود
  - دهستان مود
  - دهستان نهارجان

شهرها: مود

## آثار تاریخی
- مسجد بزرگ چهارده معصوم
- مسجد گنجی
- مسجد پخت

باغ سنگی سربیشه .. که متعلق به کربلائ مرتضی هراتی بوده و به ساکنان بومی سربیشه فروخته شده است.
- مسجد مود
- خانه محمد حسین فنودی (خوسفی) در فنود
- خانه یاوری
- قلعه کهنه سربیشه
- مجموعه عمارت و باغ مود
- چنشت
- غار چنشت و چهل چهل چاه
- ماخونیک
- قلعه گزدز
- قلعه گلندر
- سنگ نگاره بیژائم
- قلعه کهنهٔ بیژائم
- مسجد جامع بیژائم
- قلعه اسفزار
- قلعه تیرانک
- قلعه بیدر (درویش آباد)
- غار چهل دختر میانکوه
- غار لون سنگ
- قال زاغو سنگ
- غار یا کال مرادو
- غار درخت توت
- غار چهل دختران
- غار جهنم باغ سنگی
- غار کلاته بالا
- غار مشوکی